# Basil Mitrofanowicz
Basil Mitrofanowicz (* 1. April 1831 in Budenitz, Bukowina; † 21. August 1888 in Marienbad, Böhmen) war ein ruthenischer Theologe der griechisch-orthodoxen Kirche. Er wirkte als Hochschullehrer in Czernowitz.

## Leben
Mitrofanowicz besuchte das k.k. I. Staatsgymnasium Czernowitz. Nachdem er 1850 die Matura gemacht und Theologie studiert hatte, unterrichtete er an der theologischen Lehranstalt in der Hauptstadt der Bukowina.
Bei Gründung der k.k. Franz-Josephs-Universität wurde Mitrofanowicz 1875 als ordentlicher Professor für Praktische Theologie berufen und zum Dekan der Griechisch-orthodoxen Fakultät gewählt. Von 1871 bis zu seinem Tod  im Jahr 1888 versah er die Lehrkanzel für Moraltheologie. 1877/78 war er der dritte Rektor der Universität. Sie verlieh ihm am 6. Juni 1879 die Ehrendoktorwürde.
Er war Abgeordneter zum Reichsrat (Österreich).
Schriften von Mitrofanowicz werden in der Niedersächsischen Staats- und Universitätsbibliothek Göttingen verwahrt.